# Vall de la Mort

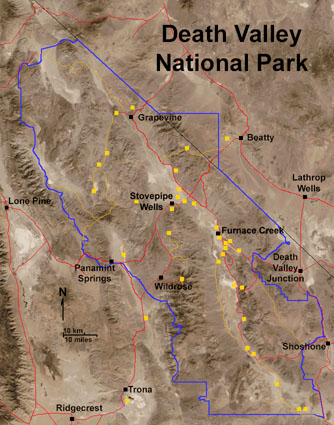
La vall de la Mort vista des d'un satèl·lit

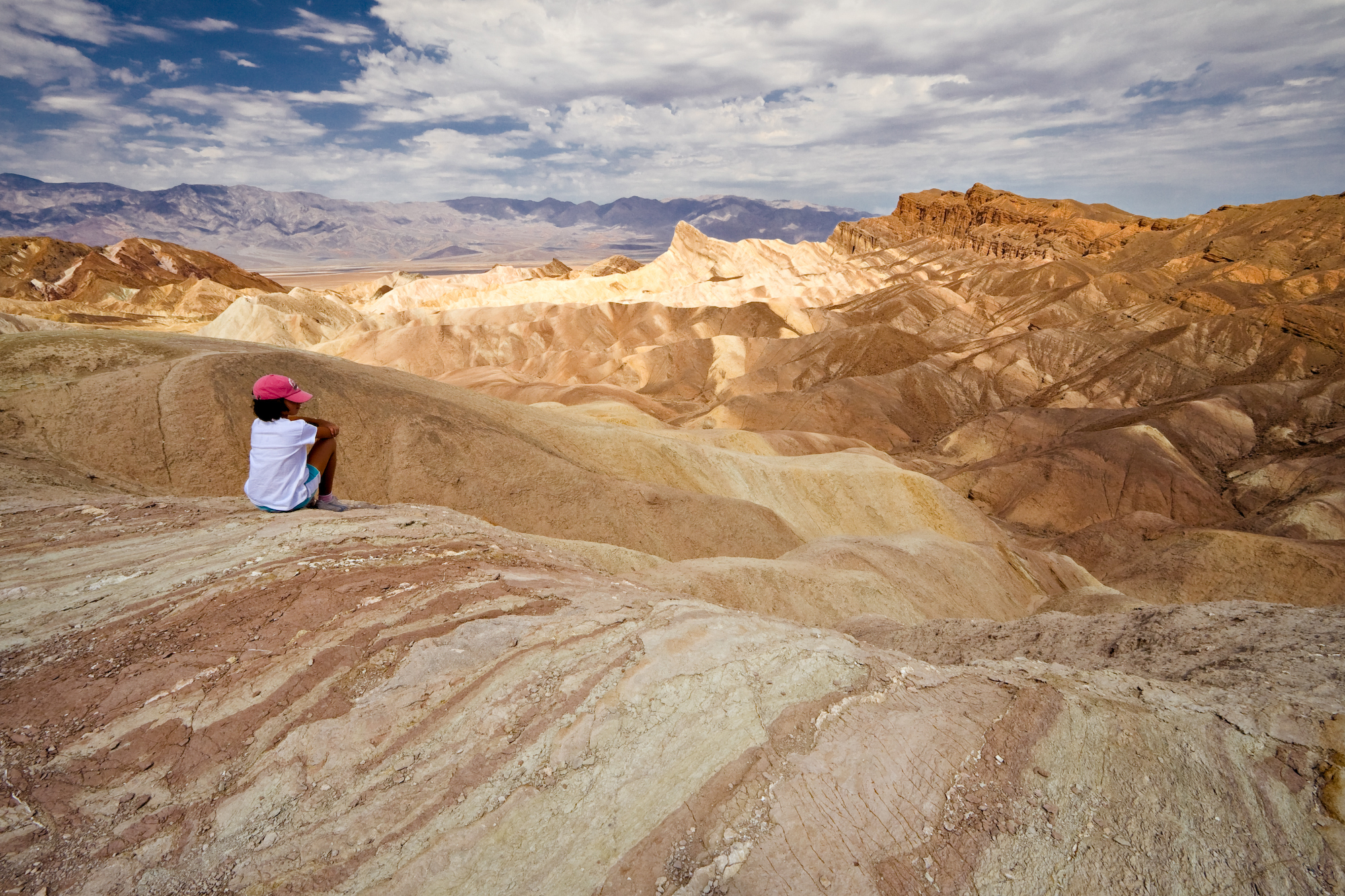
La vall de la Mort

La vall de la Mort (en anglès Death Valley) és una conca situada al sud-oest de Califòrnia, Estats Units, i forma part del desert de Mojave. Situada prop de la frontera entre els estats de Califòrnia i Nevada, en la Gran Conca, a l'est de Sierra Nevada, correspon al lloc més baix, més sec i més càlid de Nord-amèrica. La conca Badwater és una depressió geològica de la vall de la Mort a les coordenades 36° 14.5′ N 116° 49.5′ W i a 86 m sota el nivell del mar, i aquest és el punt més baix d'Amèrica del Nord. Aquest punt està a només 122 km del mont Whitney, que té 4.421 m d'altitud.
A la vall de la Mort, s'ha registrat el rècord absolut de temperatura màxima, de 56,7 °C a Furnace Creek (Califòrnia) el dia 10 de juliol de 1913, després que l'OMM invalidés el que durant 90 anys s'havia considerat com a temperatura més elevada, els 57,8 °C registrats a Al 'Aziziyah, Líbia, el 13 de setembre de 1922.
La vall de la Mort va ser anteriorment un obstacle per als colonitzadors (d'aquí el seu nom), per a després passar a ser un centre d'extracció de bòrax. Constitueix gran part del Parc nacional de la Vall de la Mort, declarat un monument nacional el 1933 i parc nacional el 1994. Cobreix una àrea de 13.517 km² i s'estén fins a l'estat de Nevada.
La vall de la Mort constitueix una gran part del Parc Nacional de la Vall de la Mort i la seva principal característica és la Reserva de la Biosfera dels deserts de Colorado i Mojave. Està ubicat principalment al comtat d'Inyo. D'est a oest, va des de la serralada Amargosa i la serralada Panamint; les muntanyes Sylvania i les Owlshead formen les fronteres nord i sud, respectivament, amb una superfície de 7.800 km².

## Geologia
La vall de la Mort és un exemple de configuració de serralades paral·leles amb valls extenses interposades. La vall de la Mort està biseccionada per un sistema de falles.
El riu Amargosa desapareix entre la sorra de la vall. Probablement, durant el Plistocè, hi havia un mar interior que es va evaporar deixant-hi diverses sals que van ser explotades comercialment fins a 1907.

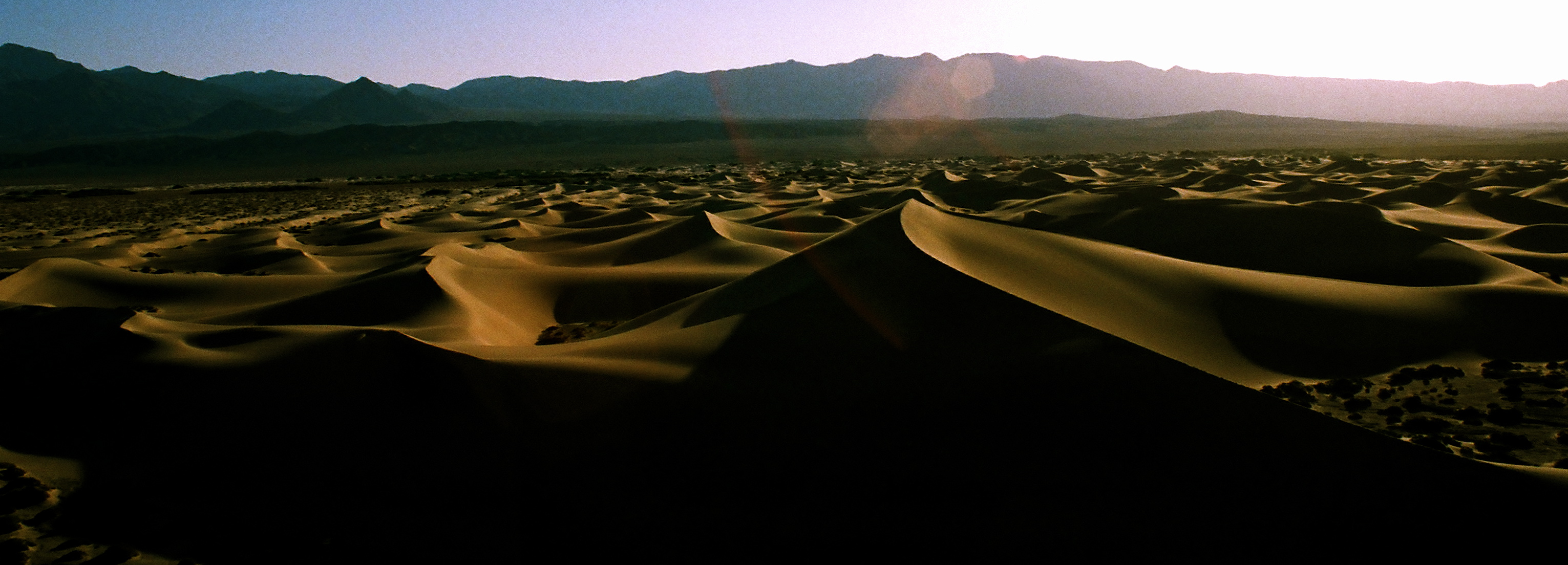
Dunes a la vall de la Mort

A les depressions, la pressió atmosfèrica és superior a la del nivell del mar i provoca vents càlids.

## Clima

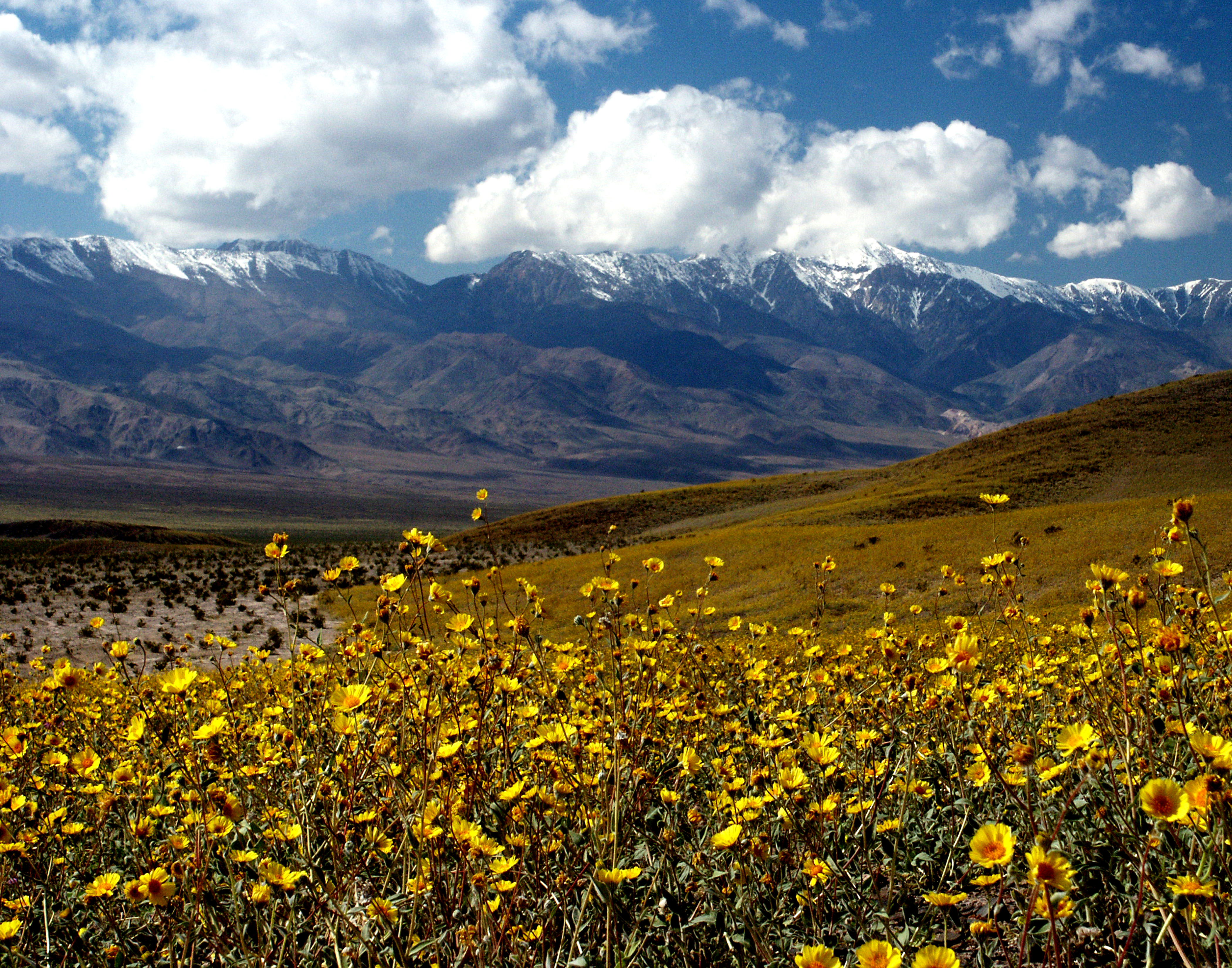
La vall de la Mort florida

La precipitació mitjana anual n'és de 40 litres. Només s'hi ha enregistrat una nevada lleugera, el gener de 1922
| Dades climàtiques a la vall de la Mort     | Dades climàtiques a la vall de la Mort | Dades climàtiques a la vall de la Mort | Dades climàtiques a la vall de la Mort | Dades climàtiques a la vall de la Mort | Dades climàtiques a la vall de la Mort | Dades climàtiques a la vall de la Mort | Dades climàtiques a la vall de la Mort | Dades climàtiques a la vall de la Mort | Dades climàtiques a la vall de la Mort | Dades climàtiques a la vall de la Mort | Dades climàtiques a la vall de la Mort | Dades climàtiques a la vall de la Mort | Dades climàtiques a la vall de la Mort |
| Mes                                        | gen                                    | febr                                   | març                                   | abr                                    | maig                                   | juny                                   | jul                                    | ag                                     | set                                    | oct                                    | nov                                    | des                                    | anual                                  |
| ------------------------------------------ | -------------------------------------- | -------------------------------------- | -------------------------------------- | -------------------------------------- | -------------------------------------- | -------------------------------------- | -------------------------------------- | -------------------------------------- | -------------------------------------- | -------------------------------------- | -------------------------------------- | -------------------------------------- | -------------------------------------- |
| Màxima rècord °C (°F)                      | 31.0 (87.8)                            | 36.0 (96.8)                            | 39.0 (102.2)                           | 45.0 (113)                             | 50.0 (122)                             | 54.0 (129.2)                           | 57.0 (134.6)                           | 53.0 (127.4)                           | 51.0 (123.8)                           | 45.0 (113)                             | 37.0 (98.6)                            | 32.0 (89.6)                            | 57.0 (134.6)                           |
| Màxima mitjana °C (°F)                     | 19.4 (66.9)                            | 22.9 (73.2)                            | 27.8 (82)                              | 32.5 (90.5)                            | 38.1 (100.6)                           | 43.3 (109.9)                           | 46.9 (116.4)                           | 45.9 (114.6)                           | 41.4 (106.5)                           | 33.8 (92.8)                            | 25.1 (77.2)                            | 18.4 (65.1)                            | 5.5 (41.9)                             |
| Mitjana diària °C (°F)                     | 11.9 (53.4)                            | 15.4 (59.7)                            | 20.2 (68.4)                            | 24.6 (76.3)                            | 30.3 (86.5)                            | 35.3 (95.5)                            | 39.0 (102.2)                           | 37.9 (100.2)                           | 32.8 (91)                              | 25.1 (77.2)                            | 17.0 (62.6)                            | 10.9 (51.6)                            | 25.1 (77.2)                            |
| Mínima mitjana °C (°F)                     | 4.4 (39.9)                             | 7.9 (46.2)                             | 12.7 (54.9)                            | 16.7 (62.1)                            | 22.6 (72.7)                            | 27.3 (81.1)                            | 31.1 (88)                              | 29.8 (85.6)                            | 24.2 (75.6)                            | 16.4 (61.5)                            | 8.9 (48)                               | 3.5 (38.3)                             | 17.2 (63)                              |
| Mínima rècord °C (°F)                      | −9.0 (15.8)                            | −6.0 (21.2)                            | −3.0 (26.6)                            | 4.0 (39.2)                             | 8.0 (46.4)                             | 9.0 (48.2)                             | 17.0 (62.6)                            | 18.0 (64.4)                            | 5.0 (41)                               | 0.0 (32)                               | −1.0 (30.2)                            | −6.0 (21.2)                            | −9.0 (15.8)                            |
| Precipitació mitjana mm (polzades)         | 9.9 (0.39)                             | 13.0 (0.512)                           | 7.6 (0.299)                            | 3.0 (0.118)                            | 0.8 (0.031)                            | 1.3 (0.051)                            | 1.8 (0.071)                            | 3.3 (0.13)                             | 5.3 (0.209)                            | 1.8 (0.071)                            | 4.6 (0.181)                            | 7.6 (0.299)                            | 59.9 (2.358)                           |
| Mitjana mensual d'hores de sol             | 217                                    | 226                                    | 279                                    | 330                                    | 372                                    | 390                                    | 403                                    | 372                                    | 330                                    | 310                                    | 210                                    | 168                                    | 3.625                                  |
| Font #1: NOAA 1981–2010 US Climate Normals |                                        |                                        |                                        |                                        |                                        |                                        |                                        |                                        |                                        |                                        |                                        |                                        |                                        |
| Font #2: weather2travel.com                |                                        |                                        |                                        |                                        |                                        |                                        |                                        |                                        |                                        |                                        |                                        |                                        |                                        |

| Temperatures i precipitacions mitjanes de Death Valley (Cow Creek Station) | Temperatures i precipitacions mitjanes de Death Valley (Cow Creek Station) | Temperatures i precipitacions mitjanes de Death Valley (Cow Creek Station) | Temperatures i precipitacions mitjanes de Death Valley (Cow Creek Station) | Temperatures i precipitacions mitjanes de Death Valley (Cow Creek Station) | Temperatures i precipitacions mitjanes de Death Valley (Cow Creek Station) | Temperatures i precipitacions mitjanes de Death Valley (Cow Creek Station) | Temperatures i precipitacions mitjanes de Death Valley (Cow Creek Station) | Temperatures i precipitacions mitjanes de Death Valley (Cow Creek Station) | Temperatures i precipitacions mitjanes de Death Valley (Cow Creek Station) | Temperatures i precipitacions mitjanes de Death Valley (Cow Creek Station) | Temperatures i precipitacions mitjanes de Death Valley (Cow Creek Station) | Temperatures i precipitacions mitjanes de Death Valley (Cow Creek Station) | Temperatures i precipitacions mitjanes de Death Valley (Cow Creek Station) |
| Mes                                                                        | Gen                                                                        | Feb                                                                        | Mar                                                                        | Abr                                                                        | Mai                                                                        | Jun                                                                        | Jul                                                                        | Ago                                                                        | Set                                                                        | Oct                                                                        | Nov                                                                        | Des                                                                        | Any                                                                        |
| -------------------------------------------------------------------------- | -------------------------------------------------------------------------- | -------------------------------------------------------------------------- | -------------------------------------------------------------------------- | -------------------------------------------------------------------------- | -------------------------------------------------------------------------- | -------------------------------------------------------------------------- | -------------------------------------------------------------------------- | -------------------------------------------------------------------------- | -------------------------------------------------------------------------- | -------------------------------------------------------------------------- | -------------------------------------------------------------------------- | -------------------------------------------------------------------------- | -------------------------------------------------------------------------- |
| Mitjana més altes °F (°C)                                                  | 64.4 (18)                                                                  | 71.6 (22)                                                                  | 80.6 (27)                                                                  | 90.9 (33)                                                                  | 100.0 (38)                                                                 | 109.3 (43)                                                                 | 116.0 (47)                                                                 | 113.8 (45)                                                                 | 106.9 (42)                                                                 | 92.1 (33)                                                                  | 75.4 (24)                                                                  | 65.9 (19)                                                                  | 90,6 (33)                                                                  |
| Mitjana més baixes °F (°C)                                                 | 40.6 (5)                                                                   | 46.6 (8)                                                                   | 54.3 (12)                                                                  | 64.1 (18)                                                                  | 72.7 (23)                                                                  | 81.2 (27)                                                                  | 88.4 (31)                                                                  | 86.0 (30)                                                                  | 77.4 (25)                                                                  | 64.0 (18)                                                                  | 49.3 (10)                                                                  | 42.4 (6)                                                                   | 63,9 (18)                                                                  |
| Precipitació inches (mm)                                                   | 0.24 (6.1)                                                                 | 0.32 (8.1)                                                                 | 0.20 (5.1)                                                                 | 0.20 (5.1)                                                                 | 0.10 (2.5)                                                                 | 0.02 (0.5)                                                                 | 0.10 (2.5)                                                                 | 0.11 (2.8)                                                                 | 0.12 (3)                                                                   | 0.11 (2.8)                                                                 | 0.20 (5.1)                                                                 | 0.29 (7.4)                                                                 | 2,00 (50,8)                                                                |
| Font: http://www.wrcc.dri.edu Jun 03, 2009                                 |                                                                            |                                                                            |                                                                            |                                                                            |                                                                            |                                                                            |                                                                            |                                                                            |                                                                            |                                                                            |                                                                            |                                                                            |                                                                            |